# 法斯蒂韋茨
50°3′26″N 30°2′39″E / 50.05722°N 30.04417°E
法斯蒂韋茨（烏克蘭語：Фастівець）是位於烏克蘭北部的村莊，由基辅州法斯蒂夫區的法斯蒂夫市鎮負責管轄。該村面積3.2平方公里，海拔高度195米，2001年人口1,024，人口密度每平方公里320人。